# Moon Machines
Moon Machines (en français, À la conquête de la Lune) est une série documentaire sur le programme Apollo qui emmena des hommes sur la Lune.  Elle est composée de six épisodes de 50 minutes produits en haute définition par Science Channel en 2008.
1. La Saturn V
2. Le module de commande
3. L'ordinateur de navigation
4. Le module lunaire
5. La combinaison spatiale
6. Le rover lunaire